# L-911
La L-911 és una carretera antigament anomenada provincial, actualment gestionada per la Generalitat de Catalunya. La L correspon a la demarcació provincial de Lleida.
Té l'origen en el coll de Comiols, l'entrada al Pallars Jussà i en la Conca Dellà des de la Noguera per llevant, dins del terme municipal d'Isona i Conca Dellà (antic terme de Benavent de la Conca), en la carretera antigament anomenada comarcal C-1412b (Ponts - Tremp).
S'aboca en la L-912, en el poble de Sant Salvador de Toló, del terme de Gavet de la Conca. La carretera discorre un primer tram de 500 metres pel terme d'Isona i Conca Dellà i la resta del seu traçat pel de Gavet de la Conca. En total fa 11 quilòmetres.
Per tant, en 11 quilòmetres de recorregut baixa 306,2 m.